# Запсільська сільська рада (Краснопільський район)
Запсі́льська сільська́ ра́да — колишній орган місцевого самоврядування у Краснопільському районі Сумської області. Адміністративний центр — село Запсілля.

## Загальні відомості
- Населення ради: 1 347 осіб (станом на 2001 рік)

## Населені пункти
Сільській раді були підпорядковані населені пункти:
- с. Запсілля
- с. Велика Рибиця

## Склад ради
Рада складалася з 16 депутатів та голови.
- Голова ради: Влезько Павло Іванович
- Секретар ради: Скакодуб Валентина Олександрівна

### Керівний склад попередніх скликань
| Прізвище, ім'я, по батькові     | Основні відомості                                                 | Дата обрання | Дата звільнення |
| ------------------------------- | ----------------------------------------------------------------- | ------------ | --------------- |
| Шурхаленко Олександр Андрійович | Сільський голова, 1965 року народження, безпартійний              | 26.03.2006   | 31.10.2010      |
| Влезько Павло Іванович          | Сільський голова, 1963 року народження, освіта вища, безпартійний | 31.10.2010   |                 |

Примітка: таблиця складена за даними сайту Верховної Ради України